# Едвард Телер
Едвард Телер (енгл. Edward Teller; Будимпешта, 15. јануар 1908 — Станфорд, 9. септембар 2003) је био амерички физичар мађарског порекла. Радио у атомској лабораторији у Лос Аламосу и сматра се изумитељем америчке хидрогенске бомбе. Телер је такође дао допринос Томас-Фермијевој теорији, претечи теорије густинске функционалности, стандардном савременом алату у квантно механичком третману сложених молекула. Године 1953, заједно са Николасом Метрополисом, Аријаном Розенблах, Маршалом Розенблах и његовом супругом Августом Телер, Телер је коаутор рада који је стандардно полазиште за примену Монте Карло методе на статистичку механику.
Као Јеврејин емигрирао је у САД 1930. године, и био је један од првих чланова пројекта Менхетн који је покренут са циљем развијања атомске бомбе. У овом периоду се снажно залагао за развој оружја базираних на фузијској реакцији. Након признања о контроверзној улози у свједочењу против колеге Роберта Опенхајмера доживио је осуду јавности, али је и даље имао подршку владе САД и војног врха. Био је кооснивач Националне лабораторије Лоренс Ливермор, и био је директор те институције, као и заменик директора многе године.
У каснијим годинама постао је познат по свом залагању за контроверзна технолошка рјешења и за цивилне и војне сврхе, а нарочито је познат његов предлог да се употреби термонуклеарна експлозија да би се ископало археолошко пристаниште на Аљасци. Био је и заговарач Реганове одбрамбене стратегије, иако су га касније оптуживали за нереалне најаве могућности будућих оружја.

## Младост и рад
Едвард Телер је рођен 15. јануара 1908. у Будимпешти, Аустроугарска, у јеврејској породици. Његови родитељи су били Илона, пијанисткиња, и Макс Телер, адвокат. Школовао се у лутеранској гимназији Фасори, затим у гимназији Минта (Модел) у Будимпешти. Мада јеврејског порекла, касније у животу Телер је постао агностички Јевреј. „Религија није била проблем у мојој породици”, касније је написао, „заиста, о томе се никада није разговарало. До моје једине верске обуке је дошло јер је Минта захтевала да сви ученици похађају часове у својим религијама. Моја породица је славила један празник, Дан помирења, када смо сви постили. Ипак, мој отац се молио за своје родитеље суботом и на све јеврејске празнике. Идеја Бога коју сам упијао била је да би било дивно да постоји: Очајнички нам је требао, али га нисмо видели током много хиљада година.” Као и Алберт Ајнштајн и Ричард Фајнман, Телер је касно проговорио. Он је развио способност говора касније од већине деце, али се веома заинтересовао за бројеве, те би забаве ради рачунао велике бројеве у глави.
Телер је отишао из Мађарске у Немачку 1926. године, делом и због дискриминаторне numerus clausus владавине под режимом Миклоша Хортија. Политичка клима и револуције у Мађарској током његове младости улиле су у Телера дуготрајни анимозитет према комунизму и према фашизму.
Од 1926. до 1928. године, Телер је студирао математику и хемију на Универзитету у Карлсруеу, где је дипломирао хемијско инжењерство. Једном је изјавио да је особа која је одговорна за то што је постао физичар био Херман Марк, који је био гостујући професор, након што је чуо предавања о молекуларној спектроскопији где му је Марк јасно ставио до знања да су нове идеје у физици радикално мењале границе хемије. Марк је био стручњак за хемију полимера, поље које је од суштинског значаја за разумевање биохемије. Марк га је исто тако подучио и о водећим открићима у квантној физици које је направио Луј де Број, између осталих. Та изложеност коју је добио на Марковим предавањима мотивисала је Телера да пређе на физику. Након што је обавестио свог оца о намери да промени смер студија, његов отац је био толико забринут да је отпутовао да га посети и разговара са његовим професорима у школи. Док је диплома хемијског инжењерства била сигуран пут до добро плаћеног посла у хемијским компанијама, није постојао тако јасан пут до каријере са дипломом физике. Он није био упућен у разговоре које је његов отац водио са његовим професорима, али исход је био да је добио очеву дозволу да постане физичар.